# هارولد بریتان
هارولد بریتان (انگلیسی: Harold Brittan; ۱۱ نوامبر ۱۸۹۴ – ۹ آوریل ۱۹۶۴) بازیکن فوتبال اهل بریتانیا بود.
از باشگاه‌هایی که در آن بازی کرده‌است می‌توان به باشگاه فوتبال چلسی و باشگاه فوتبال لستر سیتی اشاره کرد.